# Бельмон (Жер)
Бельмо́н (фр. Belmont) — коммуна во Франции, находится в регионе Юг-Пиренеи. Департамент — Жер. Входит в состав кантона Вик-Фезансак. Округ коммуны — Ош.
Код INSEE коммуны — 32043.

## География

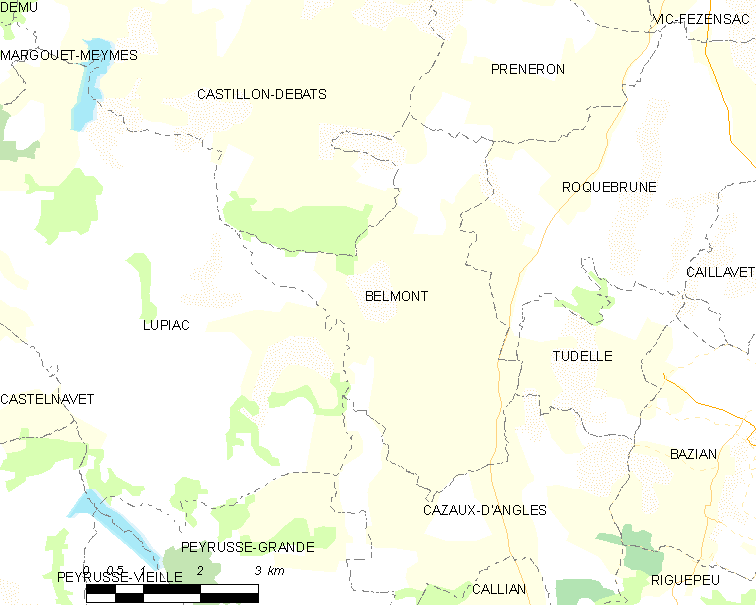
Карта коммуны

Коммуна расположена приблизительно в 600 км к югу от Парижа, в 100 км западнее Тулузы, в 29 км к западу от Оша.
На востоке коммуны протекает река Гиру, а на западе — река Озу.

## Климат
Климат умеренно-океанический. Лето жаркое и немного дождливое, температура часто превышает 35 °С. Зимой часто бывает отрицательная температура и ночные заморозки. Годовое количество осадков — 700—900 мм.

## Население
Население коммуны на 2010 год составляло 152 человека.
| 1962 | 1968 | 1975 | 1982 | 1990 | 1999 | 2010 |
| ---- | ---- | ---- | ---- | ---- | ---- | ---- |
| 258  | 246  | 225  | 191  | 165  | 151  | 152  |

## Администрация
| Период | Период | Фамилия      | Партия                   | Примечания |
| ------ | ------ | ------------ | ------------------------ | ---------- |
| 2001   | 2014   | Андре Суль   | Радикальная левая партия |            |
| 2014   | 2020   | Жан-Пьер Доа |                          |            |

## Экономика
В 2010 году среди 86 человек трудоспособного возраста (15-64 лет) 60 были экономически активными, 26 — неактивными (показатель активности — 69,8 %, в 1999 году было 61,1 %). Из 60 активных жителей работали 53 человека (29 мужчин и 24 женщины), безработных было 7 (2 мужчин и 5 женщин). Среди 26 неактивных 7 человек были учениками или студентами, 12 — пенсионерами, 7 были неактивными по другим причинам.